# Delphyre tristis
Delphyre tristis är en fjärilsart som beskrevs av William Schaus 1896. Delphyre tristis ingår i släktet Delphyre och familjen björnspinnare. Inga underarter finns listade i Catalogue of Life.